# Hanne Petri
Hanne Elisabeth Petri (født 17. november 1929) er en dansk pianist og cembalist. Hun er steddatter af den kun otte år ældre danske skuespillerinde Ingeborg Brams og i sit ægteskab med violinisten Kanny Sambleben er hun mor til blokfløjtespilleren Michala Petri og cellisten David Petri.
Sammen med sine børn dannede Hanne Petri i 1972 en trio, der både gav koncerter og indspillede plader.